# Élevage au Kazakhstan

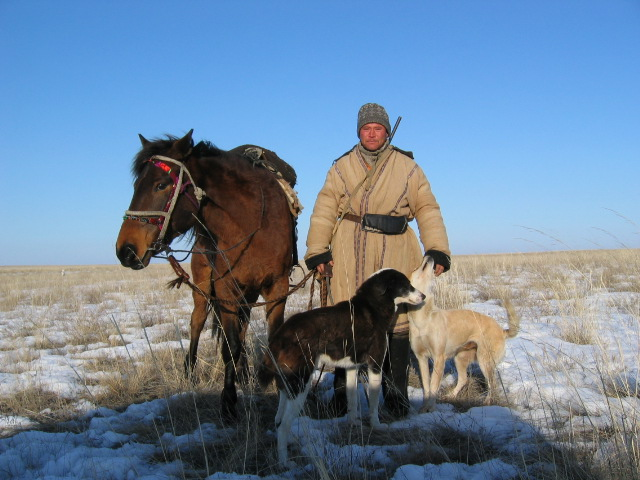
Berger kazakhe avec son cheval et ses chiens

L′élevage au Kazakhstan représente l'un des principaux secteurs économiques du pays. En particulier, le Kazakhstan dispose d'un important cheptel bovin et ovin.

## Histoire
De par sa géographie et son climat, le Kazakhstan a toujours constitué un territoire favorable aux pratiques d'élevage. C'est d'ailleurs dans les steppes kazakhes qu'ont été retrouvées les plus anciennes traces attestées de domestication du cheval.
La collectivisation forcée des troupeaux des nomades dans les années 1930 est un désastre pour l'économie du pays et la survie des populations : 90 % du cheptel disparaît, et 400 000 personnes migrent à la recherche de moyens de subsistance. Environ 1 800 000 kazakhes meurent des conséquences directes ou indirectes de cette politique appliquée par Staline.
Au début des années 1980, environ 2 100 structures agricoles collectives étaient répertoriées au Kazakhstan, détenant plusieurs milliers de bovins, environ 10 000 ovins, et quelques centaines de porcins. Environ 10 % de la production de viande était exportée vers des pays voisins. La laine, le cuir et les peaux représentaient une importante ressource à l'export.
La privatisation progressive de l'élevage après la chute du communisme rend difficile un chiffrage précis de l'activité, mais en 1994, la production de viande est estimée avoir chuté de 20 % par rapport aux années 1980, et la production de lait de 6 %, essentiellement en raison d'une crise de liquidité poussant les éleveurs à vendre leurs bêtes.

## Types d'élevages
185 millions d'hectares du Kazakhstan se composent de steppes à armoise, ce qui est particulièrement favorable aux pratiques d'élevage.
Dans le sud du pays sont pratiqués l'élevage du mouton à toison fine (race Edilbay notamment), du cheval et du chameau de Bactriane.
Dans le Kazakhstan septentrional et central, les éleveurs effectuent des déplacements horizontaux pour trouver les meilleurs terrains de pâturage. Dans le sud du pays (Dzoungarie), il s'agit de déplacements verticaux.

## Consommation des produits d'élevage
Les Kazakhs se nourrissent beaucoup de viande produite localement, principalement la viande bovine, mais aussi la viande de mouton, de volailles, et plus rarement, de cheval.